# Bodzaforduló
Bodzaforduló (románul Întorsura Buzăului, németül Bodsau) város Romániában, Erdélyben, Kovászna megyében, a magyar nyelvterület szélső határán, az ún. Kis-Szibériában, ahol télen nem ritka a mínusz 30 °C sem.

## Története
Magyarbodza település 1918 után vált szét Bodzaforduló (Întorsura Buzăului), Bodzavám (Vama Buzăului) és Szitabodza (Sita Buzăului) helységekre. 1968-ban Bodzafordulóhoz hozzácsatolták Fenyőst, Nagy- és Kisvirágospatakot, illetve Tálpatakot. Ekkor kapta városi rangját is.

## Népesség
2002-ben a lakossága 8926 fő, ebből 8853 fő román, 57 magyar és 15 cigány volt.

## Látnivalók
- Ortodox Szent György-templom (1840). Helyén egy 1753-ban épített fatemplom volt.
- Nagyvirágospatak templomában több, 19. századi, fára festett ikon látható.
- A városban működik a „Ciobănașul” állami népi együttes. Minden év augusztusában azonos névvel folklórfesztivált rendeznek.